# Ficus dubia
Ficus dubia är en mullbärsväxtart som beskrevs av Nathaniel Wallich och George King. Ficus dubia ingår i släktet fikonsläktet, och familjen mullbärsväxter. Inga underarter finns listade i Catalogue of Life.